# Hyundai Grandeur
La Hyundai Grandeur est un véhicule du constructeur automobile sud-coréen Hyundai Motor vendu depuis 1986 en Corée du Sud. Depuis 2000, elle est exportée en Amérique du Nord et en Europe sous le nom de Hyundai XG et Hyundai Azera successivement.

## L: Première génération (1986-1992)
La première génération de la Hyundai Grandeur est une Mitsubishi Debonair rebadgée vendue uniquement en Corée du Sud, venant remplacer la Granada. Elle a été lancée en 1986.

### Motorisation
Trois moteurs essence ont équipé la Grandeur :

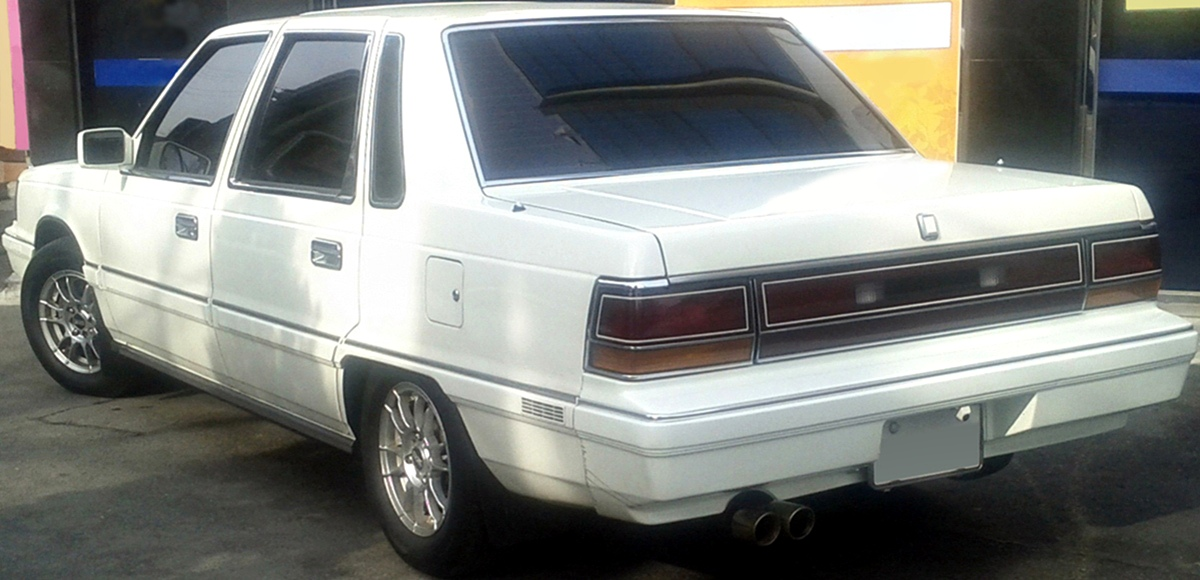
Hyundai Grandeur I

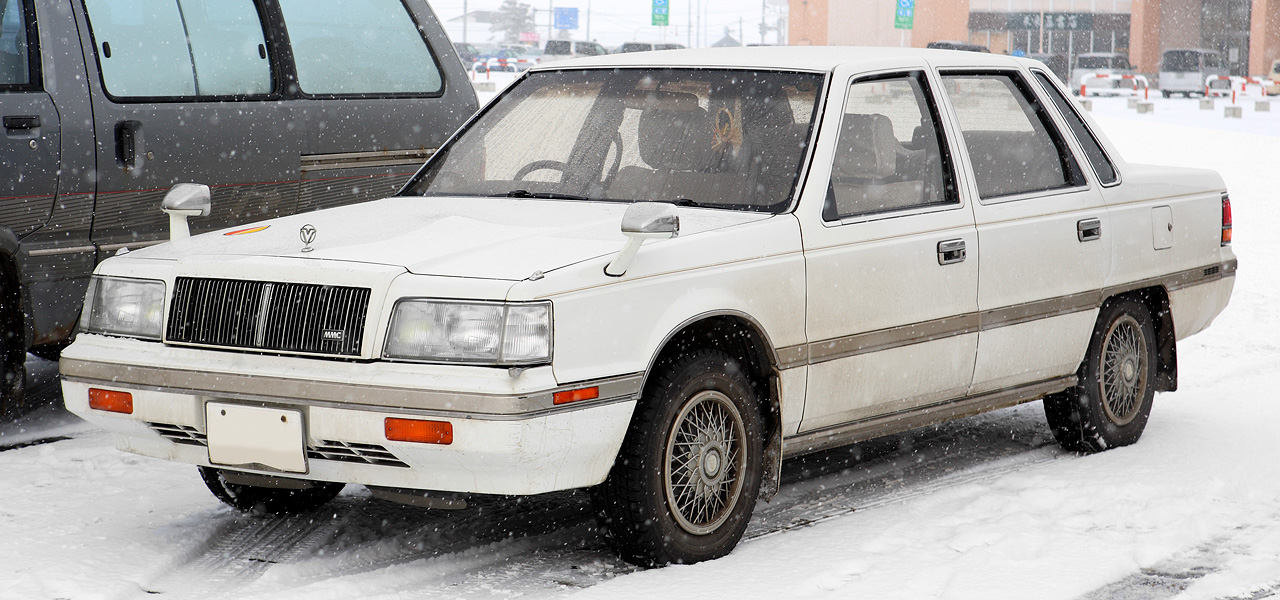
Mitsubishi Debonair II

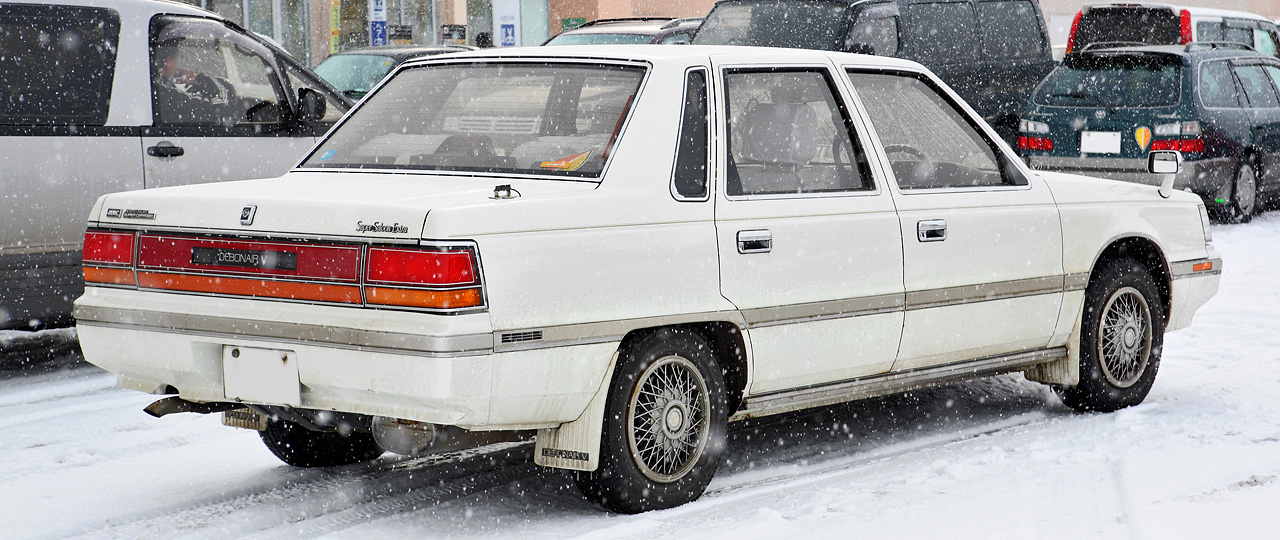
Mitsubishi Debonair II

- 4 cyl. 2.0 L 120 ch.
- 4 cyl. 2.4 L 130 ch.
- V6 3.0 L 164 ch.

## LX: Deuxième génération (1992-1998)
Toujours basée sur la Mitsubishi Debonair, la seconde génération de Hyundai Grandeur est apparue en 1992.

### Motorisation
Quatre moteurs essence ont équipé la Grandeur :

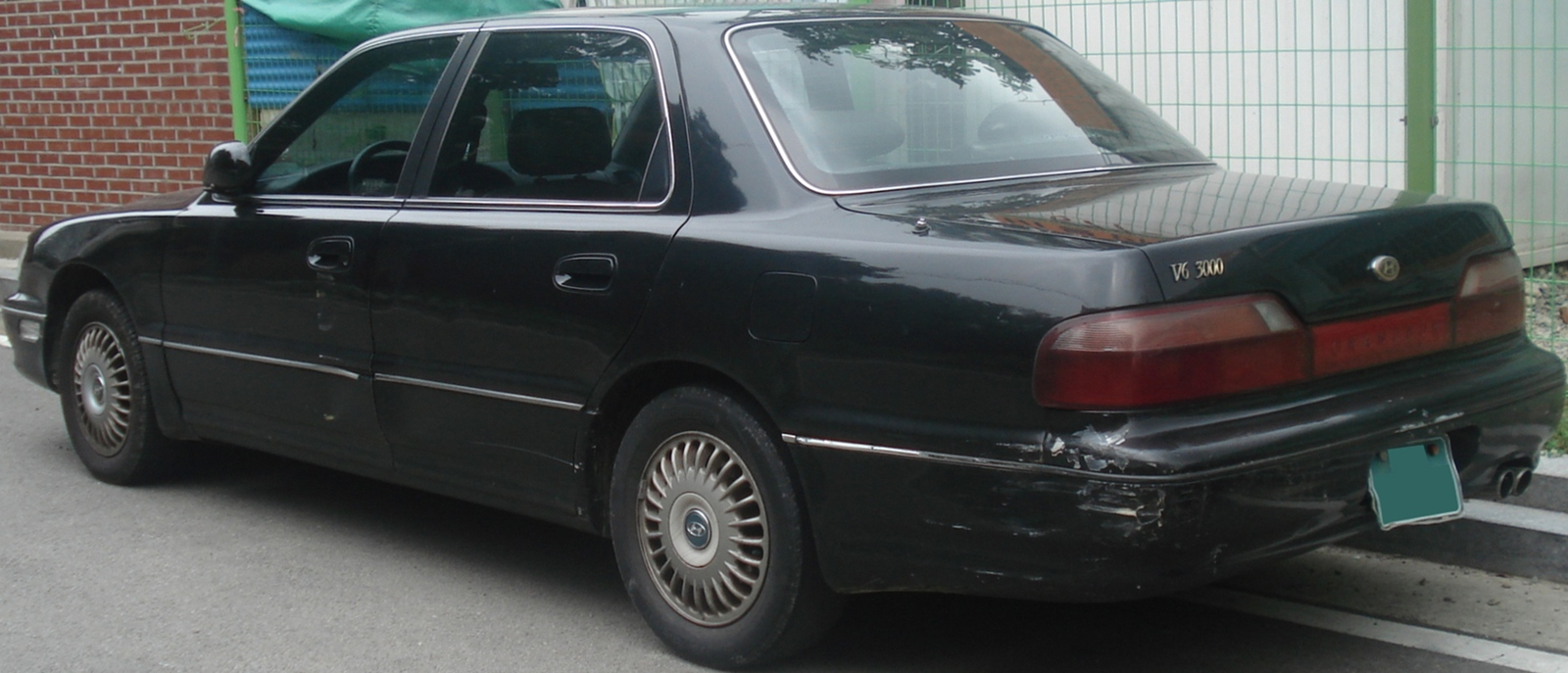
Hyundai Grandeur II

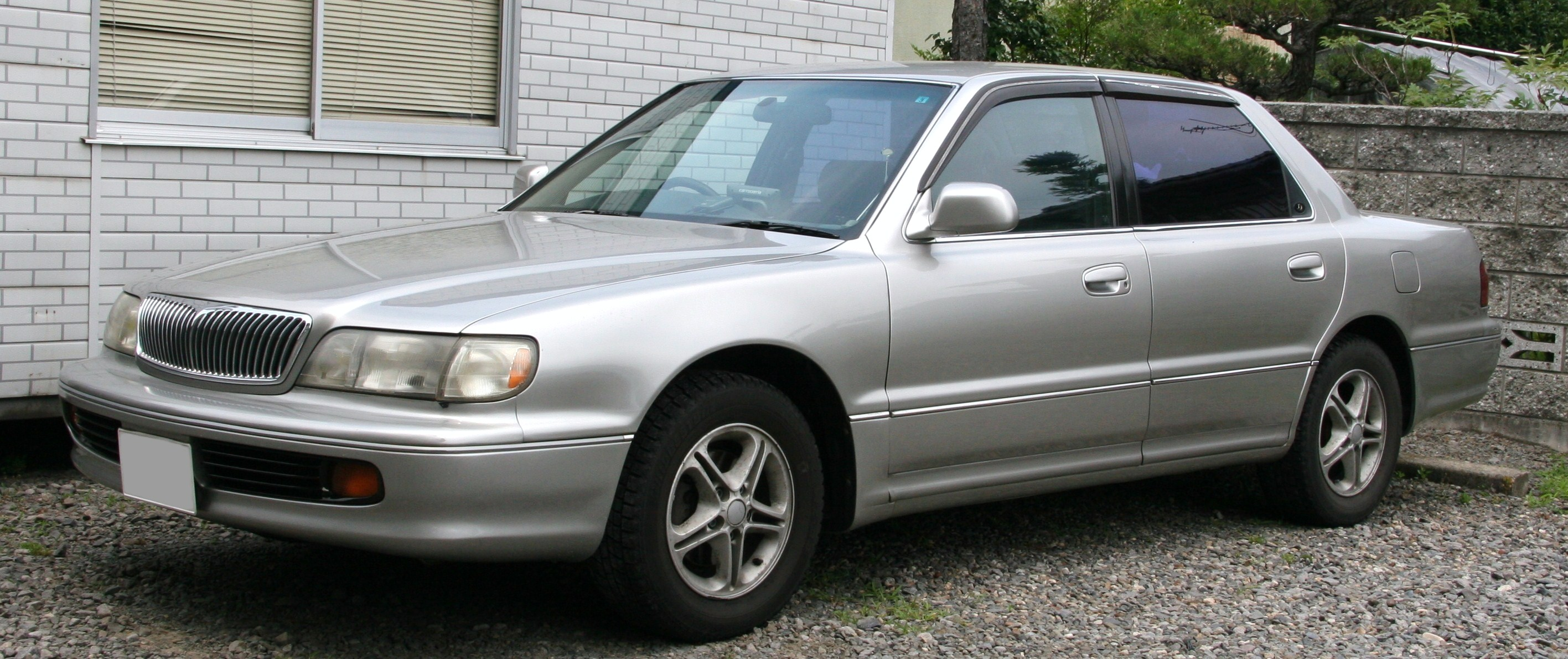
Mitsubishi Debonair III

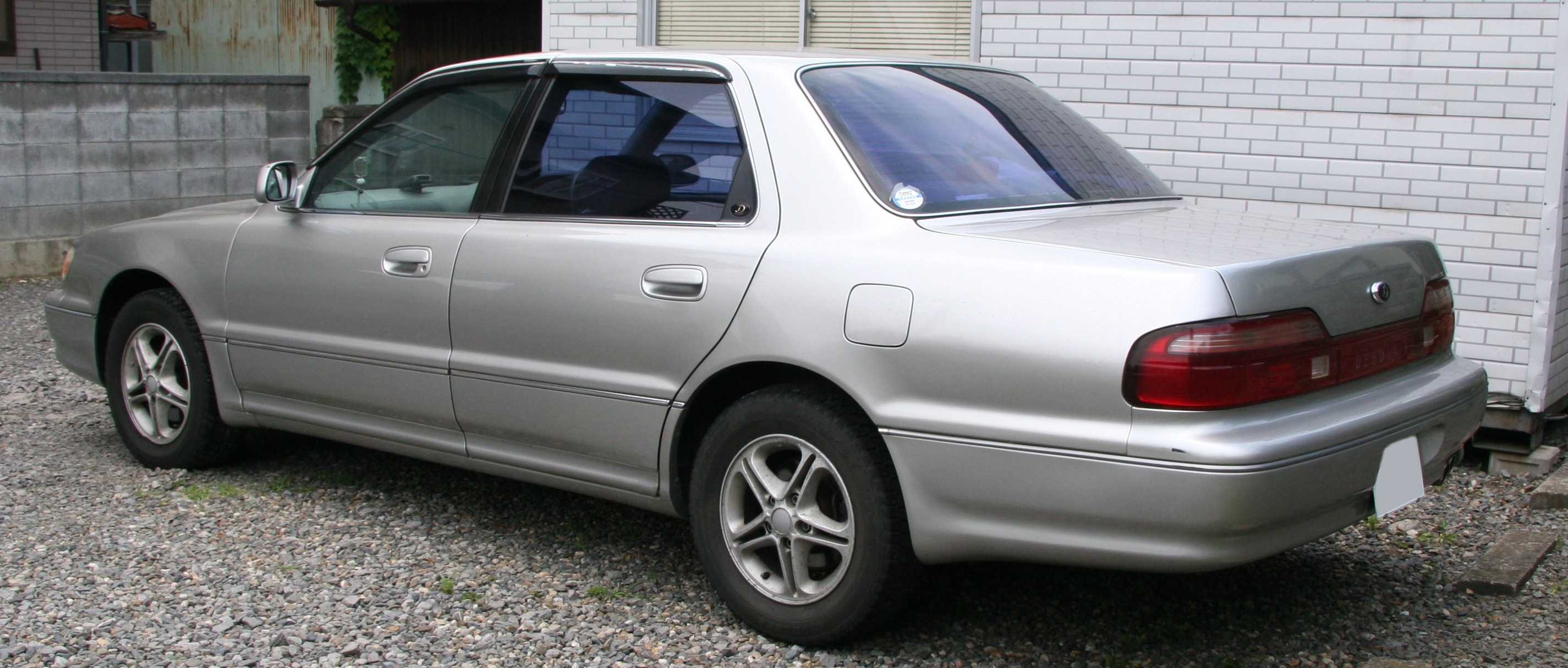
Mitsubishi Debonair III

- 4 cyl. 2.0 L 146 ch.
- V6 2.5 L 173 ch.
- V6 3.0 L 205 ch.
- V6 3.5 L 225 ch.

## XG: Troisième génération (1998-2005)
La Grandeur XG ne doit rien aux anciennes versions, Hyundai ayant décidé de créer sa propre plateforme, commune avec la Kia Opirus. Sous le capot l'on ne trouve que des V6 "Sygma" (2.0, 2.5, 3.0 et 3.5 litres). A l'export, elle se nomme tout simplement XG.
Une seule variante est commercialisée en France de novembre 1999 à janvier 2003. Elle reçoit le V6-2.5 litres associé à une boîte automatique en finition GLS. L'équipement se veut pléthorique dans la bonne tradition de la marque.
Restylée (boucliers, optiques, jantes...), elle réapparait en avril 2003 en finition Pack. Cette fois, c'est le V6-3.5 litres qui officie, associé à une boîte automatique à commandes séquentielles (5 rapports). Comme la précédente version, elle toute équipée -jantes en alliage de 16 pouces dorénavant- puisque seul le GPS est proposé en option. Après une présence tout aussi fantomatique, elle quitte le catalogue fin janvier 2006.

### Motorisation
Six moteurs essence ont équipé la Grandeur :

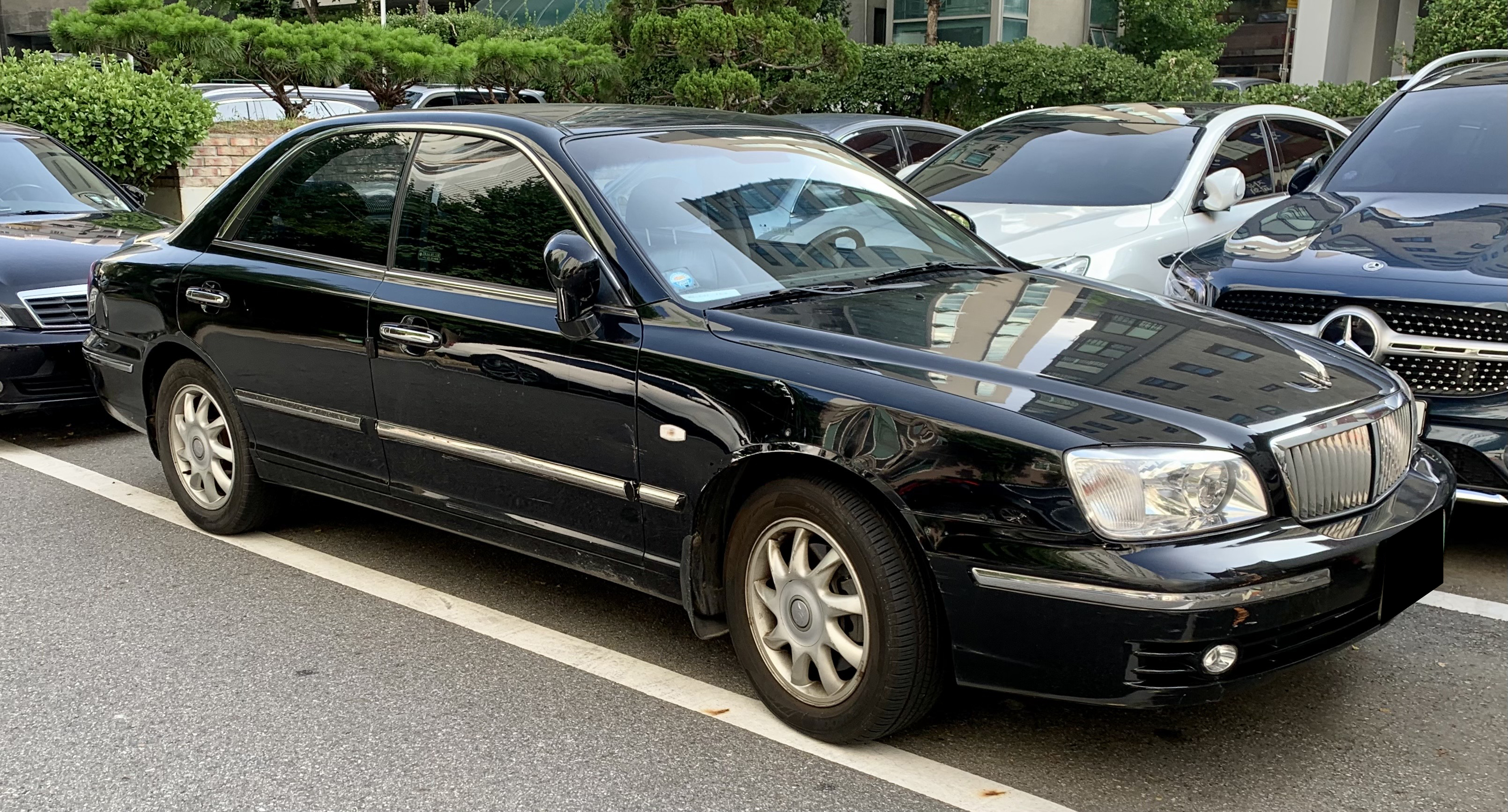
Hyundai Grandeur III

- 4 cyl. 2.0 L 137 ch.
- 4 cyl. 2.0 L 146 ch.
- V6 2.5 L 172 ch.
- V6 2.5 L 180 ch.
- V6 3.0 L 182 ch.
- V6 3.0 L 196 ch.

## TG: Quatrième génération (2005-2011)
La quatrième génération est lancée en 2005 en Corée du Sud et est vendue en Amérique du Nord et en Europe depuis 2006 sous le nom de Hyundai Azera.
La carrière de l'Azera en France fut brève (janvier 2007-juillet 2009) avec une seule version dotée d'un 2.2 CRDi de 155 chevaux couplée à une boîte automatique (Pack Premium).

### Motorisation
Sept moteurs essence ont équipé la Grandeur :
- 4 cyl. 2.4 L VVT 164 ch.
- 4 cyl. 2.4 L VVT 179 ch.
- V6 2.7 L MPI 192 ch.
- V6 2.7 L MPI 195 ch.
- V6 3.3 L MPI 233 ch.
- V6 3.3 L MPI 259 ch.
- V6 3.8 L MPI 264 ch.

Un moteur diesel a équipé la Grandeur :

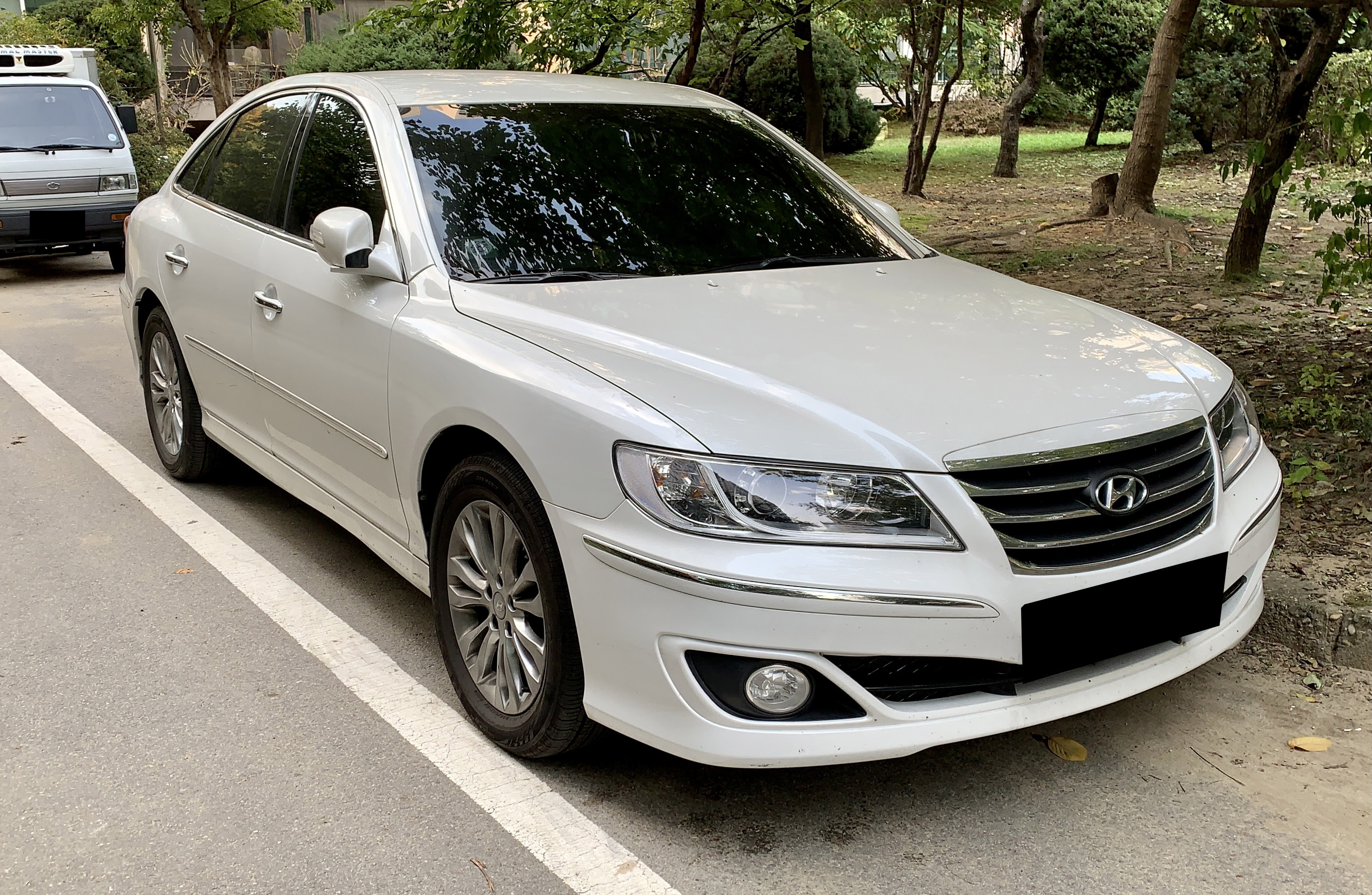
Hyundai Grandeur IV

- 4 cyl. 2.2 L CRDI 155 ch.

## HG: Cinquième génération (2011-2016)
La cinquième génération est lancée en janvier 2011 en Corée du Sud.

### Motorisation
Deux moteurs essence équipent la Grandeur :

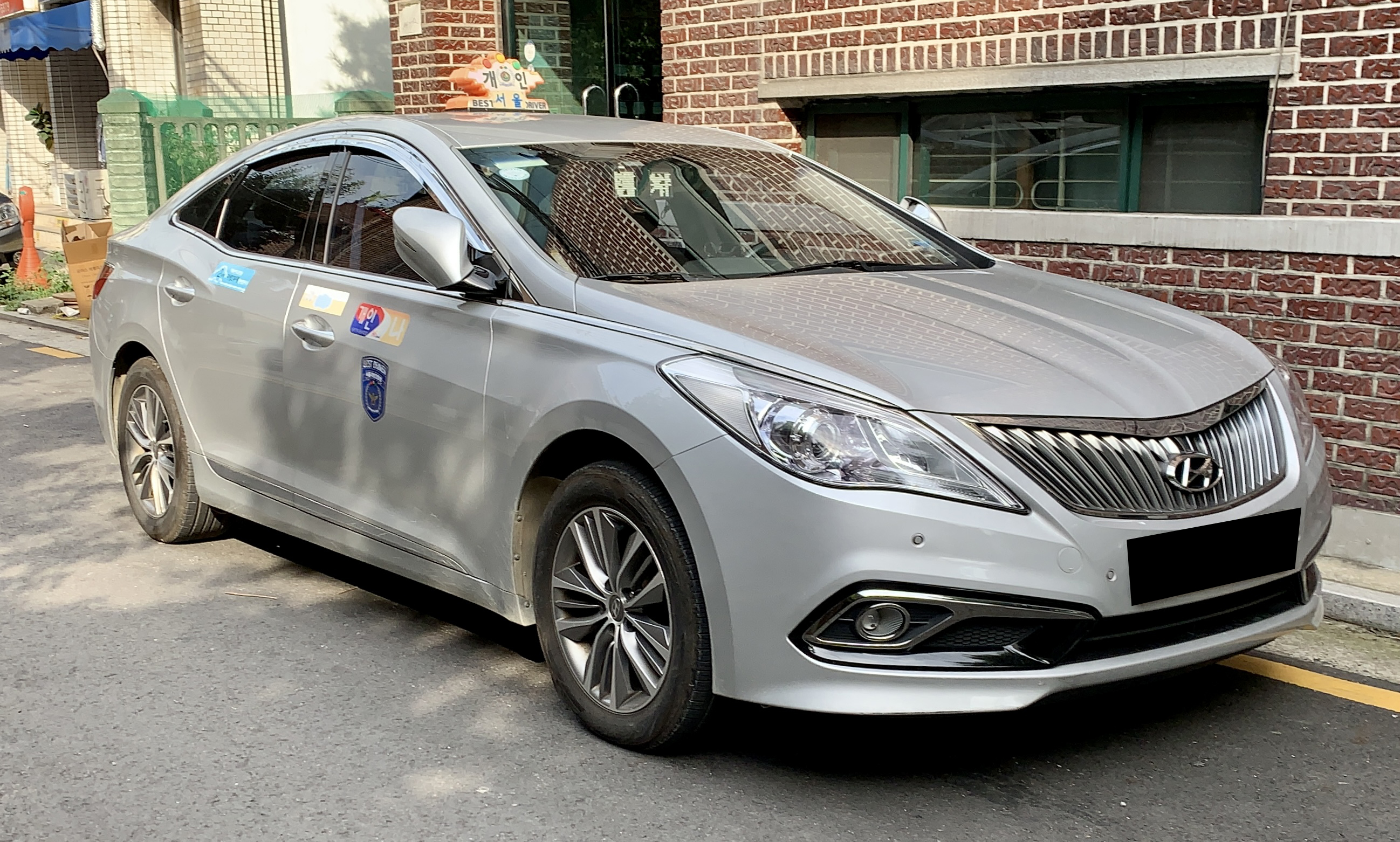
Hyundai Grandeur V

- 4 cyl. 2.4 L GDI 201 ch.
- V6 3.0 L GDI 270 ch.

## IG: Sixième génération (2017-2022)
La sixième génération est présentée en novembre 2016 en Corée du Sud.

## GN7:Septième génération (2023- )
La 7e génération de Grandeur est présentée le 20 octobre 2022 en Corée du Sud pour une commercialisation à partir de la mi-2023.

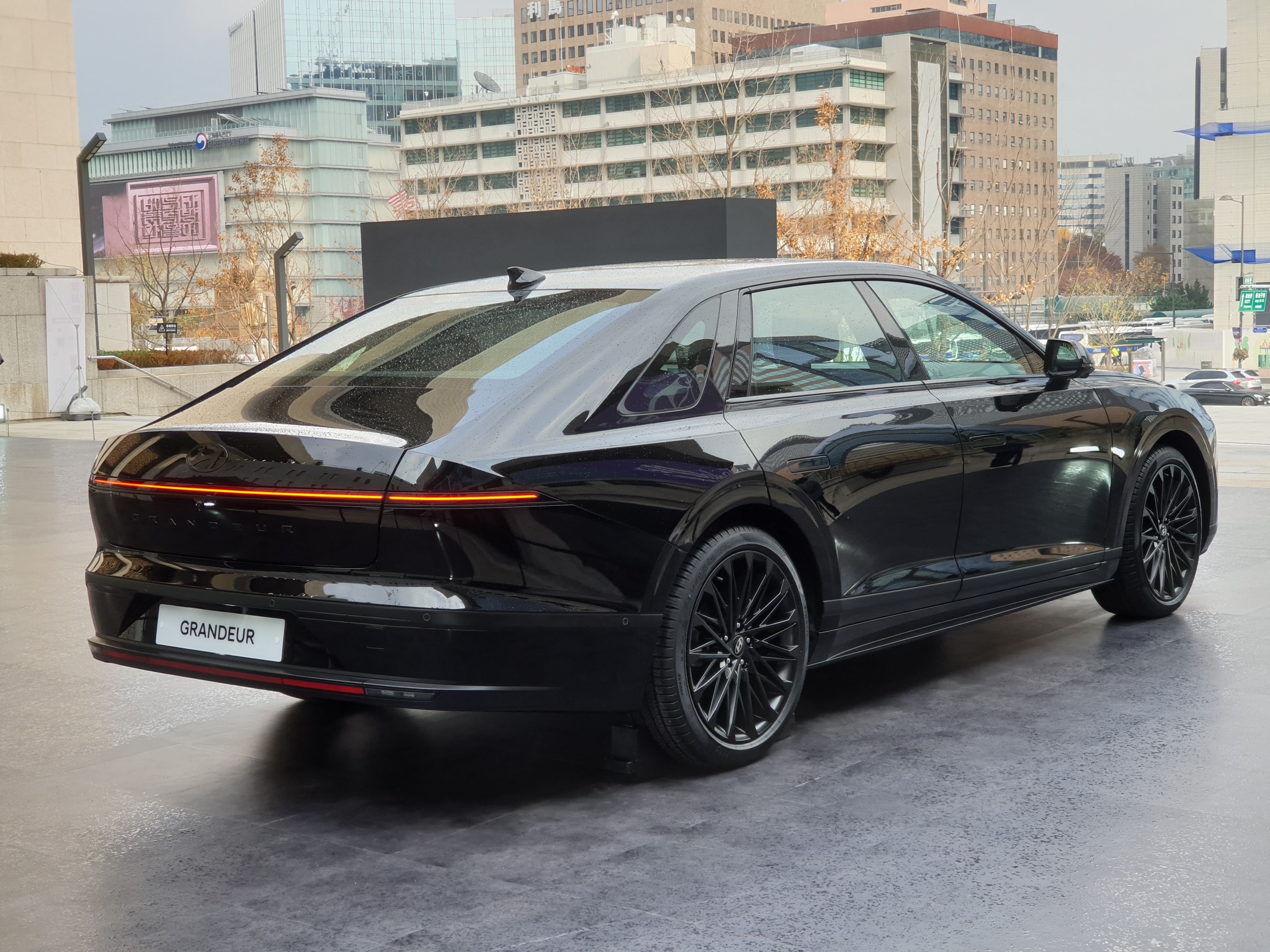
Hyundai Grandeur VII Rear View.
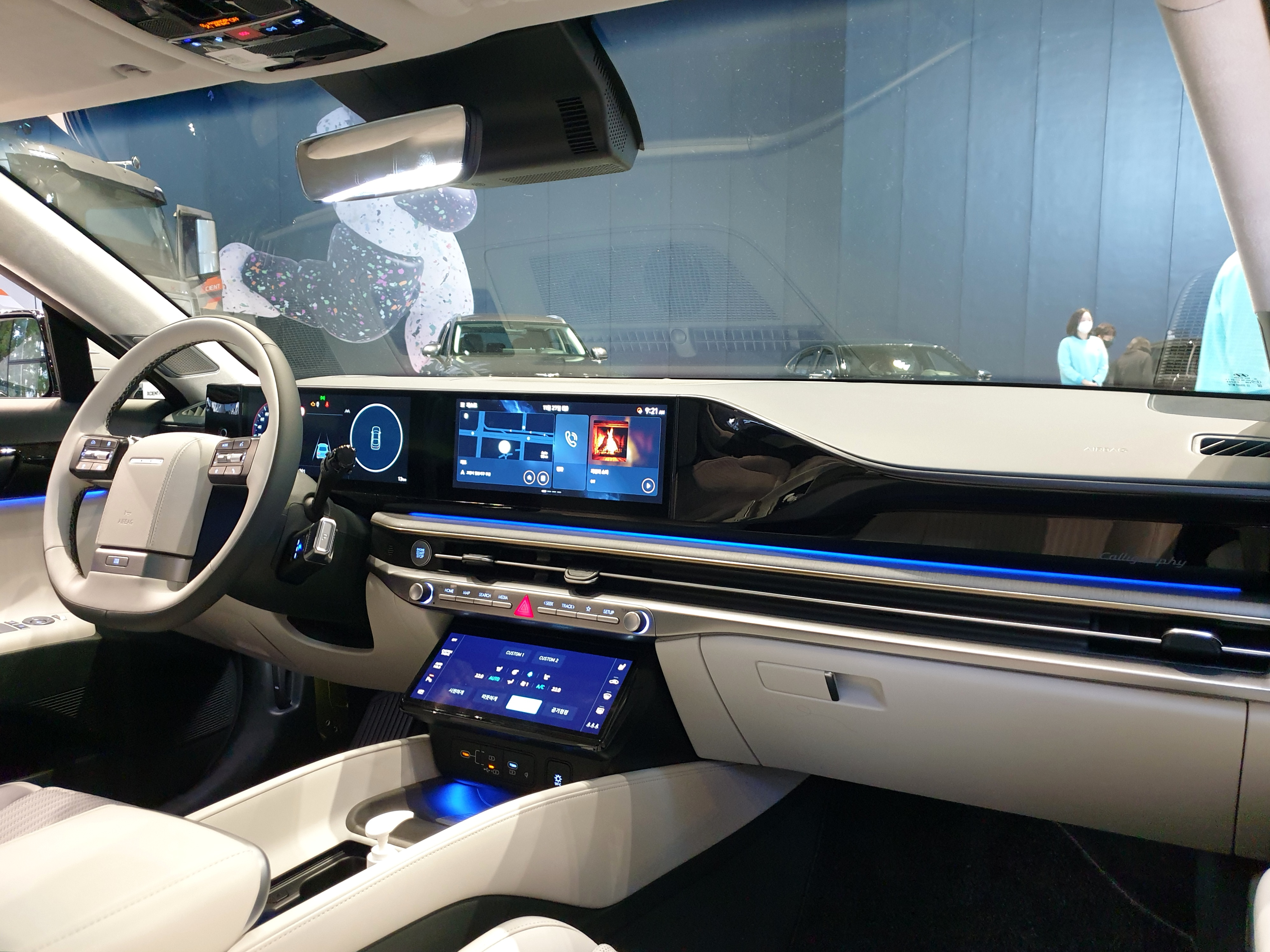
Hyundai Grandeur VII Interior.